# Luigi Stoisa
Luigi Stoisa, (Selvaggio di Giaveno, Turin, 1958) est un peintre et sculpteur italien. Il a commencé ses création à la fin des années 1970, alors qu'il était encore étudiant à l'école des Beaux-Arts de Turin. Il est actuellement professeur en tant qu'artiste.

## Biographie
Il a d'abord fréquenté l'école des Beaux-Arts de Turin et par la suite étudié avec Jole Desanna à l'Académie de Brera. Il a ensuite continué avec Luciano Fabro et Hidetoshi Nagasawa, à Milan. Il a tenu sa première exposition individuelle à la  galerie Tucci Russo de Turin. Au début des années 1980, lors du postmodernisme, il a commencé à faire des recherches sur différentes formes d'expression artistique. Il a été mis en avant dans d'importantes expositions en Italie et à l'étranger. Ses œuvres ont été présentées à Barcelone, à la Fundació Joan Miró (1985) et au musée d'Art Contemporain de Nice, (1993) et la biennale de sculpture dans Carrara (2008).

## Œuvres
Par le biais de sa peinture, Stoisa souhaite s'exprimer artistiquement dans différentes formes à l'écart de toutes les notions préconçues de l'art. Pour lui, l'art est en confrontation entre le passé et le présent. Grâce à l'utilisation de différentes formes et d'images, Stoisa transforme son travail poétique dans les changements des liens et des couleurs. Il a intentionnellement travaillé dans le plus pur des méthodes définies. Ses œuvres contrastent entre les différentes surfaces, les matériaux, les textures, et les dimensions. Il est souvent comparé à ready made et Process Art. Quelques exemples de tous ses œuvres ont été présentés en 1990 lors de la galerie Tucci Russo, où quatre installations ont mis en évidence le théâtre et les caractéristiques scéniques de l'espace.

### L'Angelo della Pittura(1981)
Cette œuvre est considérée comme l'une de ses œuvres les plus abouties. Il y représente un ange avec une palette et un pinceau à la main, représentés dans un style anachronique. Par son utilisation de nouveaux matériaux comme la peinture à l'huile, du goudron et de la toile non encadrée, grâce auquel il démontre sa polyvalence dans des styles de peinture. Cette technique originale permet à Stoisa la liberté d'abandonner la traditionnelle en deux dimensions et le conduit à créer ses installations futures. À partir de 1982, il a commencé à expérimenter avec de nouveaux matériaux tels que les feuilles de cuivre.

### Le nostre strade infinito(des Routes sans fin, 1986)
Une caractéristique commune de Stoisa et de ses installations est l'utilisation de goudron comme matière principale. Dans Des routes sans fin, l'artiste a installé des piles de pneus en caoutchouc contre un mur et a laissé une bande de goudron pour créer un chemin à travers la galerie.

## Expositions

### Solo (sélection)
- 2010 Luigi Stoisa, Palazzo Litta, Milan
- 1999 Objekte - Zeichnungen - Galeria Clara Maria Bruxelles, Düsseldorf
- 1998 Luigi Stoisa - "Objekte und Zeichnungen" - Galeria Clara Maria Bruxelles, Düsseldorf
- 1986 Passeggio ad Amsterdam - Appel Arts Centre, Amsterdam
- 1985 Ferro-pintura-temps - Espace 10, Fundació Joan Miró, Barcelone

### Groupe (sélection)
- 2012 Scatola Negra - Allegretti de l'art Contemporain, Turin
- 2011 SU NERO NERO/ NOIR NOIR Castillo de Rivara, Centre d'Art Contemporain, Rivara.
- 2008 XII International de la Biennale de Sculpture, Carrara
- 1996 Aetas Mutationis - Neue Nationalgalerie, Berlin
- 1986 XI La di Roma